# 青波村
青波村（あおなみむら）は、滋賀県犬上郡にあった村。現在の彦根市中心部の東方・南方、彦根駅の周辺にあたる。

## 地理
- 山岳：佐和山、弁天山、雨壺山
- 河川：芹川

## 歴史
- 1889年（明治22年）4月1日 - 町村制の施行により、岡村・山之脇村・後三条村・芹川村・里根村・安清村・古沢村の区域をもって発足。
- 1937年（昭和12年）2月11日 - 彦根町・松原村・北青柳村・福満村・千本村と合併して彦根市が発足。同日青波村廃止。

## 交通

### 鉄道路線
- 鉄道院
  - 東海道本線
    - 彦根駅
- 近江鉄道
  - 本線
    - 彦根駅

現在は旧村域に近江鉄道本線のひこね芹川駅が所在するが、当時は未開業。

## 名所・旧跡・観光スポット・祭事・催事
- 佐和山城